# Contrafagot
El contrafagot és un aeròfon, un instrument de vent de fusta, de la família de l'oboè. És similar al fagot, però força més gran. El seu ús en l'orquestra sempre ha estat excepcional. Està construït totalment de fusta, exceptuant-ne el tudell i el pavelló. Té un tub de més 5,90 m de longitud i pesa uns 10 kg. Com que el tub és tan llarg es doblega tres vegades sobre si mateix, i d'aquesta manera l'instrument només assoleix una altura d'1,60 m. A causa del seu excessiu pes, per tocar-lo cal recolzar-lo en una pica de ferro.

## Diferències amb el fagot
La canya és considerablement més gran que la del fagot, de 65–75 mm de longitud total (i 20 mm  d'amplada) en comparació amb els 53–58 mm per a la majoria de canyes de fagot. Les grans pales permeten una vibració àmplia que produeix el registre greu de l'instrument. La canya de contrafagot és similar a la d'un fagot mitjà, ja que raspar la canya afecta tant l' entonació com la resposta de l'instrument.
Aquest instrument que es troba en totes les grans orquestres modernes, només es diferencia del fagot per la seva mida, aproximadament el doble, i pel seu diapasó que és una octava més greu. El tub d'aquest instrument és de la categoria dels anomenats instruments de 32 peus, com el contrabaix, i com aquest, sona l'octava greu del so indicat en el pentagrama. El so més greu de l'instrument és un Si bemoll. Tot i així, els models més moderns de l'instrument són capaços de generar notes encara més greus.
Els contrafagots presenten una versió lleugerament simplificada del mecanisme de claus del fagot, tot i que tots els forats oberts del fagot s'han substituït necessàriament per claus i coixinets a causa de les distàncies físiques. En el registre greu, les seves digitacions són gairebé idèntiques a les del fagot. Tanmateix, el mecanisme d'octava que s'utilitza per tocar en el registre mitjà funciona de manera diferent al del fagot, i les digitacions del registre superior sovint no tenen res a veure.
L'instrument és el doble de llarg que el fagot, es corba sobre si mateix dues vegades i, a causa del seu pes i forma, està sostingut per una clavilla en lloc d'una corretja de seient. De vegades, una corretja al voltant del coll del jugador proporciona suport addicional. També cal una posició de la mà més àmplia, ja que les tecles principals dels dits estan molt espaiades. El contrafagot té una clau d'aigua per expulsar la condensació i una corredissa d'afinació per a ajustos de to bruts. L'instrument ve en unes poques peces (més el tudell ); alguns models no es poden desmuntar sense un tornavís. De vegades, la campana es pot separar, i els instruments amb una extensió de La baixa sovint vénen en dues parts.

## Abast, notació i to
El contrafagot és un instrument de vent fusta de so molt profund que toca en el mateix registre subgreu que la tuba, el contrabaix o el clarinet contrabaix . Té un rang sonor que comença a Si ♭0 (o La0, en alguns instruments) i s'estén al llarg de tres octaves fins a Re4, tot i que rarament es marca la quarta més alta. Donald Erb i Kalevi Aho escriuen encara més agut en els seus concerts per a l'instrument (a La ♭4 i Do5, respectivament), però això és extraordinari i va molt més enllà de les expectatives d'un instrument o intèrpret típic. A l'extrem inferior, Richard Bobo de la Simfònica de Tulsa ha dissenyat un subcontrafagot, una octava completa per sota del contrafagot, i té la intenció de fabricar el primer prototip funcional. Steven Braunstein, de la Simfònica de San Francisco, ha construït extensions personalitzades per assolir de manera fiable un rendiment baix de G0.
Les parts de contrafagot s'escriuen una octava per sobre del to que sona i, sovint, utilitzen clau de fa . Igual que el fagot, els passatges extensos de registre agut poden utilitzar clau de tenor, tot i que això rarament és necessari a causa de la raresa d'aquests passatges. L'ús de la clau de sol és encara menys comú i només és necessari per al repertori solista més ambiciós.
Tonalment, sona similar al fagot, però en totes les parts de la seva extensió és clarament diferent en to. Hi ha un aprimament del so en el registre extrem agut, com en totes les canyes dobles, però a diferència de l'oboè i el fagot, que es tornen més penetrants i intensos en aquest registre, el so del contrafagot esdevé menys substancial audiblement i s'ofega fàcilment. Per contra, el contrafagot també té una qualitat potent, similar als pedals d'orgue, en el seu registre més baix; el que li permet produir potents tons de contrabaix quan es desitja (ajudat per la campana acampanada, que el fagot no té). El contrafagot també pot produir un brunzit o sonall, sobretot quan és fort i en el seu registre greu, cosa que dóna al so una qualitat afilada. Aquest efecte es pot mitigar en gran manera canviant el disseny de la canya, però pot ser una qualitat desitjable per a alguns intèrprets, ja que afegeix a la qualitat sinistra o monstruosa que algunes escriptures de contrafagot intenten afectar, i fa que el so del contrafagot sigui més prominent en les textures musicals.

## Història

### Precursors
Els precursors del contrafagot estan documentats ja el 1590 a Àustria i Alemanya, en un moment en què la creixent popularitat de doblar la línia de baix va conduir al desenvolupament de les dulcianes de to més greu. Exemples d'aquestes dulcianes de to greu inclouen l'octavabaix, el quintfagott i el quartfagott. Hi ha proves que es va utilitzar un contrafagott a Frankfurt el 1626. Els precursors barrocs del contrafagot es van desenvolupar a França a la dècada del 1680 i, més tard, a Anglaterra a la dècada del 1690, independentment dels desenvolupaments dulcians a Àustria i Alemanya durant el segle anterior.

### Època barroca – present

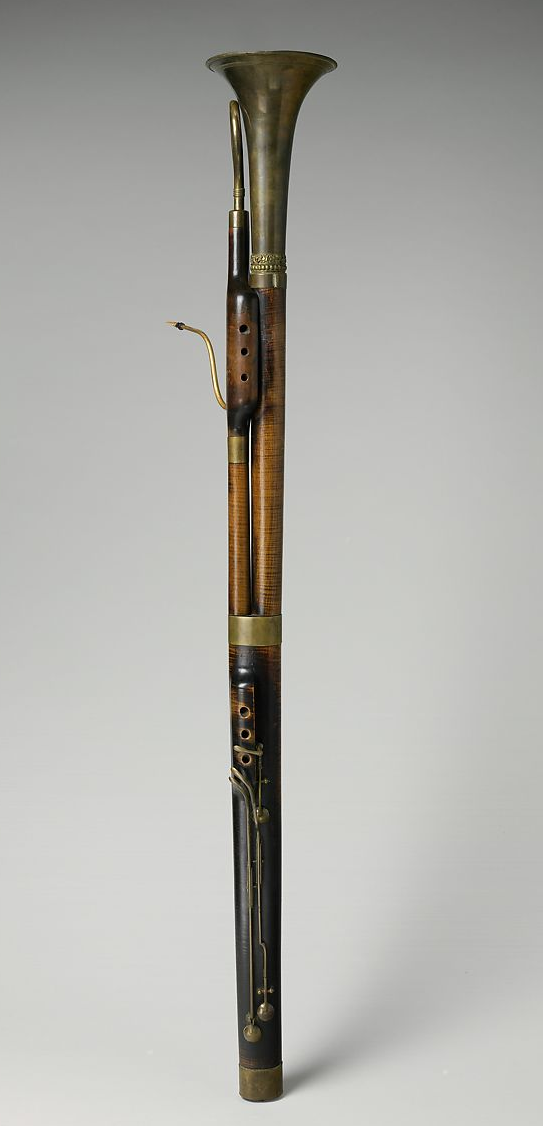
Contrafagot fabricat a Viena a la primera meitat del segle XIX

El contrafagot es va desenvolupar, especialment a Anglaterra, a mitjans del segle xviii; l'instrument més antic que es conserva, que constava de quatre parts i només té tres tecles, es va construir el 1714.  Va ser per aquella època que el contrafagot va començar a guanyar acceptació en la música religiosa. Alguns usos primerencs notables del contrafagot durant aquest període inclouen la Passió segons Sant Joan de J. S. Bach (versions de 1749 i 1739-1749), i L'Allegro (1740) i Música per als focs artificials reials (1749) de G. F. Händel. Fins a finals del segle xix, l'instrument tenia un to feble i una entonació deficient. Per aquest motiu, les parts de vent fusta del contrabaix sovint es componen amb partitures, i les parts de contrafagot sovint es tocaven en un serpent, un sarrusòfon de contrabaix o, amb menys freqüència, un contrabaix de canya, fins que les millores de Heckel a finals del segle xix van assegurar el lloc del contrafagot com el contrabaix de doble canya estàndard.
Durant més d'un segle, entre 1880 i 2000, el disseny de Heckel va romandre relativament inalterat. Chip Owen, de l'empresa americana Fox, va començar a fabricar un instrument el 1971 amb algunes millores. Generalment, durant el segle xx, els canvis a l'instrument es van limitar a una clau de ventilació superior a prop de la base del buc, una corredissa d'afinació i uns quants enllaços de clau per facilitar els passatges tècnics. L'any 2000, Heckel va anunciar un mecanisme de claus completament nou per al seu instrument i Fox va introduir el seu propi sistema de claus basat en les aportacions del contrafagotista de la Filharmònica de Nova York, Arlan Fast. Les millores d'ambdues empreses permeten una millora de les instal·lacions tècniques, així com un major abast en el registre agut. Benedikt Eppelsheim va desenvolupar el Contraforte, un contrafagot redissenyat, en col·laboració amb Guntram Wolf a principis dels anys 2000.

## Ús actual
| Cello suites (excerpt)                                                                       |
|                                                                                              |
| Aquest segment de les Suites per a violoncel de J.S. Bach, interpretades amb un contrafagot. |
|                                                                                              |

La majoria d'orquestres importants utilitzen un contrafagotista, ja sigui com a intèrpret principal o com a fagotista que fa de doblador, igual que un gran nombre de bandes simfòniques.
El contrafagot és un instrument orquestral suplementari i es troba més sovint en obres simfòniques més grans, sovint duplicant el trombó baix o la tuba a l'octava. Exponents freqüents d'aquesta mena de partitures van ser Brahms i Mahler, així com Richard Strauss i Dmitri Xostakóvitx. El primer compositor que va escriure una part de contrafagot separada en una simfonia va ser Beethoven, a la seva Cinquena Simfonia (1808) (també es pot sentir proporcionant la línia de baix a la breu secció banda dels geníssers del quart moviment de la seva Simfonia núm. 9, just abans del solo de tenor), tot i que Bach, Händel (a la seva Música per als focs artificials reials), Haydn (per exemple, en els seus dos oratoris La Creació i Les estacions, on la part per al contrafagot i el trombó baix són majoritàriament, però no sempre, idèntiques), i Mozart l'havien utilitzat ocasionalment en altres gèneres (per exemple, a la Missa de la Coronació ). Els compositors sovint han utilitzat el contrafagot amb efectes còmics o sinistres, aprofitant-se de la seva aparent malaptesa i del seu soroll sepulcral, respectivament. Un exemple clar d'això es pot escoltar a The Sorcerer's Apprentice de Paul Dukas (originalment composta per a sarrusòfon contrabaix). La consagració de la primavera d'Ígor Stravinski és una de les poques obres orquestrals que requereix dos contrafagots.
Com a instrument destacat, el contrafagot es pot escoltar en diverses obres, sobretot Ma mère l'Oye de Maurice Ravel, i a l'obertura del Concert per a piano per a la mà esquerra. Gustav Holst va interpretar al contrafagot múltiples solos a Els planetes, principalment a Mercuri, el missatger alat i Urà, el mag.
La literatura solista és una mica escassa, tot i que alguns compositors moderns com Gunther Schuller, Donald Erb, Michael Tilson Thomas, John Woolrich, Kalevi Aho, Ruth Gipps i Daniel Dorff han escrit concerts per a aquest instrument. Stephen Hough ha escrit un trio per a piccolo, contrafagot i piano. El contrafagot pot teòricament tocar música per a fagot, que té molt més repertori solista, però les diferències sonores i mecàniques respecte al fagot (i la facilitat comparativa del fagot en el registre agut) fan que el repertori de fagot no sempre sigui adequat per al contra.

## Solistes destacats
La majoria de les principals orquestres simfòniques utilitzen un contrafagot, i moltes han programat concerts amb el seu contrafagotista com a solista. Per exemple, Michael Tilson Thomas: Llegenda urbana per a contrafagot i orquestra amb Steven Braunstein, Orquestra Simfònica de San Francisco; Gunther Schuller: Concert per a contrafagot amb Lewis Lipnick, Orquestra Simfònica Nacional; John Woolrich: Falling Down amb Margaret Cookhorn, Orquestra Simfònica de la Ciutat de Birmingham; Erb: Concert per a contrafagot amb Gregg Henegar, Orquestra Simfònica de Londres; Kalevi Aho: Concert per a contrafagot amb Lewis Lipnick, Orquestra Simfònica de Bergen.
Una de les poques solistes de contrafagot del món és Susan Nigro, que viu i treballa a Chicago i els voltants. A més de concerts ocasionals amb orquestres i altres conjunts (inclosa la substituta habitual amb la Simfònica de Chicago), el seu treball principal és com a solista i artista discogràfica. Moltes obres han estat escrites específicament per a ella.
Henry Skolnick ha actuat i ha fet gires internacionals amb aquest instrument. Va encarregar, estrenar i enregistrar Aztec Ceremonies per a contrafagot de Graham Waterhouse.
Un ús poc freqüent de l'instrument en el jazz va ser el de Garvin Bushell, que va participar com a convidat amb el saxofonista John Coltrane durant les seves sessions d'enregistrament de 1961 al Village Vanguard.

## Fabricants

### Actual
El 2019 hi havia nou firmes que fabricaven contrabaixos (en ordre alfabètic):
- Amatí[14]
- Fox[15]
- Heckel[16]
- Kronwalt[17] (una col·laboració entre Guntram Wolf i Rudolf Walter)
- Mönnig-Adler[18][19]
- Mollenhauer[20] (també fabrica contrafagots amb la marca Schreiber)[21][22]
- Moosmann[23]
- Püchner[24]
- Takeda[25]

### Històric
Aquestes empreses fabricaven contrafagots, però ja no ho fan.
- Lignatone (Txecoslovàquia)[26]
- Cabart (París) va deixar de funcionar després de la seva compra per part de Lorée el 1974.[27]
- Buffet Crampon (París): El treball de claus es diferenciava una mica de l'estil alemany.[28]

## Repertori
Com a instrument solista s'usa rarament. Beethoven l'empra amb efecte admirable en l'escena de la presó a l'òpera Fidelio, a més d'utilitzar-lo també al final de les seves Simfonies núm. 5 i núm. 9, però com a simple reforç dels baixos. En les Variacions sobre un tema de Haydn de Brahms, exerceix així mateix un paper important.
Altres exemples del seu ús els trobem en la Salomé de Richard Strauss, el Nen i els Sortilegis i La meva Mare l'Oca de Maurice Ravel, així com, en un paper més relegat, en nombroses obres de compositors del segle XIX com Hector Berlioz o Johannes Brahms, i també en obres de compositors del segle xx, com Béla Bartók, Arnold Bax o Alban Berg.